# Cantonul Le Merlerault
Cantonul Le Merlerault este un canton din arondismentul Argentan, departamentul Orne, regiunea Basse-Normandie, Franța.

## Comune
| Comune                         | Populație (1999) | Cod poștal | Cod INSEE |
| ------------------------------ | ---------------- | ---------- | --------- |
| Les Authieux-du-Puits          | ...              | 61240      | 61017     |
| Champ-Haut                     | ...              | 61240      | 61088     |
| Échauffour                     | ...              | 61370      | 61150     |
| La Genevraie                   | ...              | 61240      | 61188     |
| Lignères                       | ...              | 61240      | 61225     |
| Ménil-Froger                   | ...              | 61240      | 61264     |
| Le Ménil-Vicomte               | ...              | 61240      | 61272     |
| Le Merlerault                  | ...              | 61240      | 61275     |
| Nonant-le-Pin                  | ...              | 61240      | 61310     |
| Planches                       | ...              | 61370      | 61330     |
| Saint-Germain-de-Clairefeuille | ...              | 61240      | 61393     |
| Sainte-Gauburge-Sainte-Colombe | ...              | 61370      | 61389     |